# Luva de cozinha

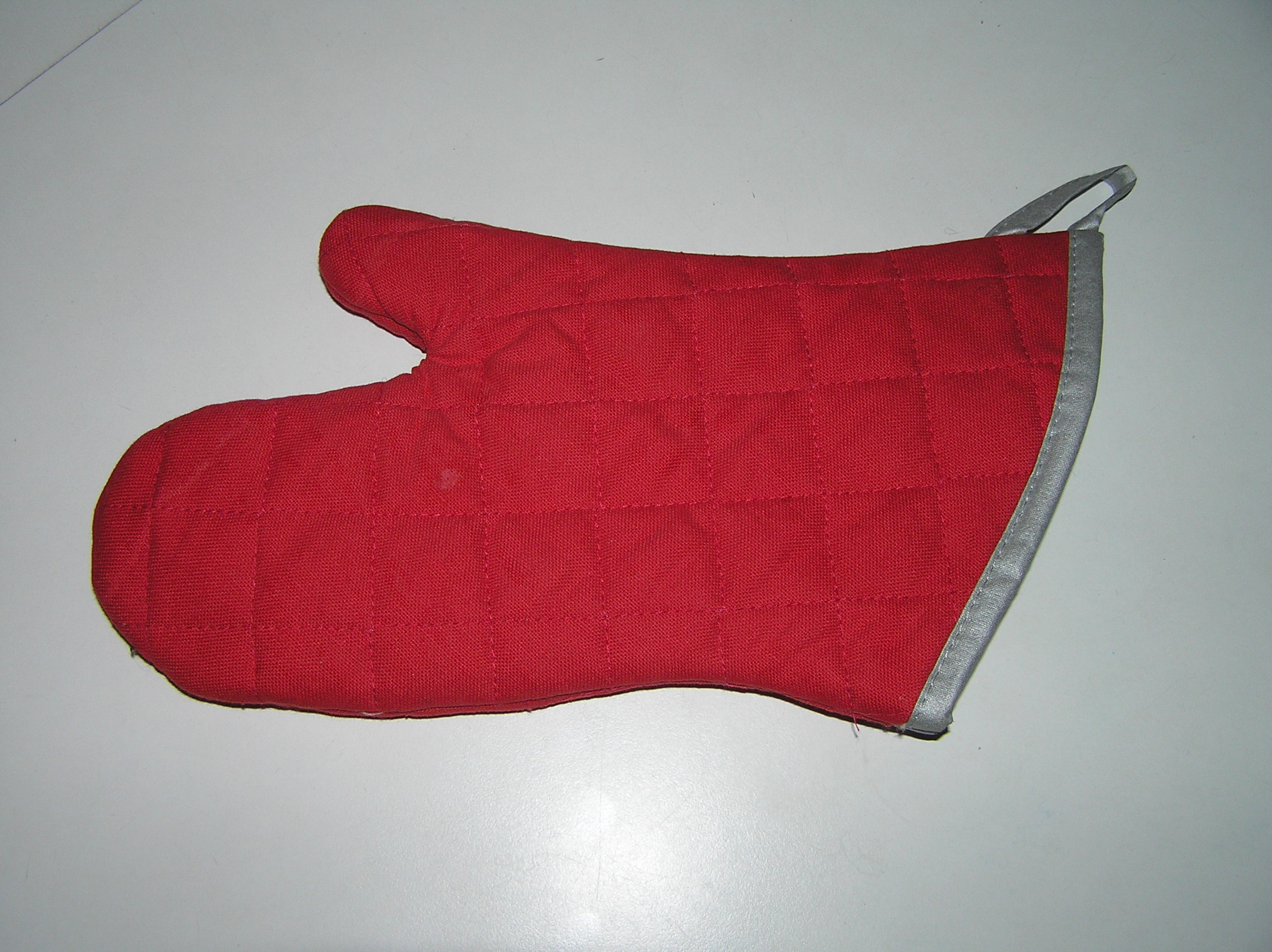

As luvas de cozinha são assessórios para proteção térmica das mãos. Apesar do uso mais comum ser com os pratos quentes, também são úteis para segurar objetos congelados. Existem luvas feitas de silicone e de algodão. As luvas mais comuns são feitas com um tecido de algodão costurado, e uma manta térmica por dentro. As luvas de cozinha de silicone têm se tornado populares no mercado, pelo fato de o silicone possuir grande resistência ao calor, sendo indicado e seguro para as luvas de cozinha.